# Neohomaloptera johorensis
Neohomaloptera johorensis är en fiskart som först beskrevs av Herre, 1944.  Neohomaloptera johorensis ingår i släktet Neohomaloptera och familjen grönlingsfiskar. Inga underarter finns listade i Catalogue of Life.